# Josef Gonic
Josef Gonic (4. března 1902 Kyjov – 18. července 1949 Věznice Pankrác) byl český voják a protikomunistický odbojář odsouzený komunistickým režimem k trestu smrti a popravený v roce 1949.

## Životopis
Narodil se v roce 1902 v Kyjově. Po absolvování základní školní docházky navštěvoval do roku 1920 reálnou školu v Hodoníně. Oženil se v roce 1929. V roce 1930 se mu narodila dcera.

### Vojenská kariéra
V roce 1921 začal studovat na Vojenské akademii v Hranicích. Studium na ní dokončil v srpnu 1923. V září téhož roku nastoupil jako poručík u pěšího pluku č. 39 v Petržalce. V říjnu 1928 byl poté povýšen do hodnosti nadporučíka a v roce 1931 do hodnosti kapitána. Z Bratislavy pak odešel až v dubnu 1934. Poté započal studium na Vysoké škole válečné. Studium na ní ukončil v červnu 1936. Od srpna téhož roku do září 1938 poté působil u bratislavské 9. divize. V létě 1938 poté začal působit ve 4. oddělení VII. sboru. V červenci 1937 byl povýšen do hodnosti štábního kapitána. Od září 1938 poté působil jako přednosta 4. oddělení štábu hraničního pásma XV v Banské Bystrici. Po okupaci Československa v březnu 1939 a vyhlášení Slovenského štátu byl v červnu 1949 demobilizován a nuceně přemístěn do Prahy.

### Druhá světová válka
V červenci 1939 začal pracovat jako referent a vrchní komisař oddělení mezd na ministerstvu zdravotnictví a sociální správy. V roce 1940 se stal členem protinacistického odboje. Spolupracoval přitom mj. s bratrancem své ženy, který byl v roce 1942 gestapem dopaden a popraven. Byl i členem Obrany národa. V rámci své činnosti v této organizaci odposlouchával telefonní hovory Němců a snažil se zabránit odvedení Čechů k totálnímu nasazení. V červnu 1943 poté vykonával zaměstnání podobného charakteru na Úřadu práce v Pardubicích. Ke konci druhé světové války měl být totálně nasazen, nicméně vzhledem k fingování nemoci se mu totálnímu nasazení nakonec podařilo vyhnout.

#### Pražské povstání
V roce 1945 se účastnil Pražského povstání, přičemž již v den jeho vypuknutí opět nastoupil vojenskou službu. Během povstání se mu podařilo odzbrojit a zajmout dva německé vojáky. Později byl členem štábu v úseku Praha-Střed. Ke konci povstání pak působil jako velitel obrany kasáren Jiřího z Poděbrad. V rámci obrany těchto kasáren měl zásadní podíl na záchraně jeho vojenské skupiny. Poté se účastnil bojů u Stavovského divadla. Od května do června 1945 byl zároveň velitelem pluku Revoluční gardy, přičemž za svou činnost byl oceněn medaili za chrabrost.

### Po válce
Později byl se zpětnou platností ke květnu 1943 povýšen na majora generálního štábu. Stal se rovněž referentem třetího oddělení generálního štábu. V říjnu 1946 se stal podplukovníkem generálního štábu. Jako referent poté působil i od listopadu 1947, tentokrát u skupiny silniční dopravy 7. oddělení Hlavního štábu.

### Po únoru 1948

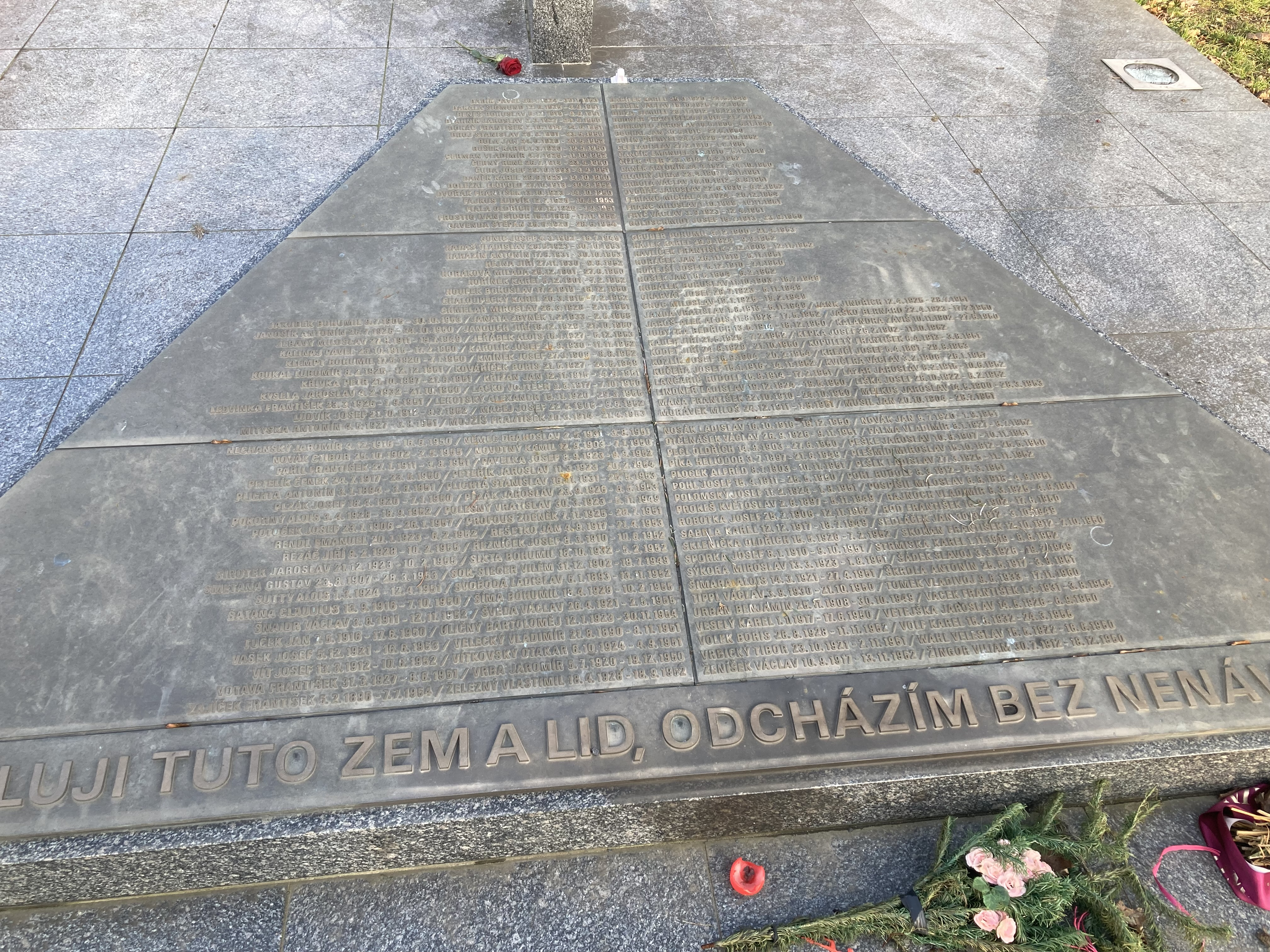
Památník na Pankráci

Po komunistickém převratu v roce 1948 se stal členem protikomunistického odboje. Stal se přitom členem odbojové skupiny Praha – Žatec, která měla chtít podle obvinění Státní bezpečnosti uskutečnit státní převrat. Ten se měl původně konat v únoru 1949, později byl přesunut na začátek března 1949. Převrat měli vést Karel Sabela a Miloslav Jebavý, přičemž do jeho plánu měl Gonice v lednu 1949 zasvětit Vilém Sok-Sieger. S tím měl poté plánovat obsazení budov Ministerstva obrany a Hlavního štábu.

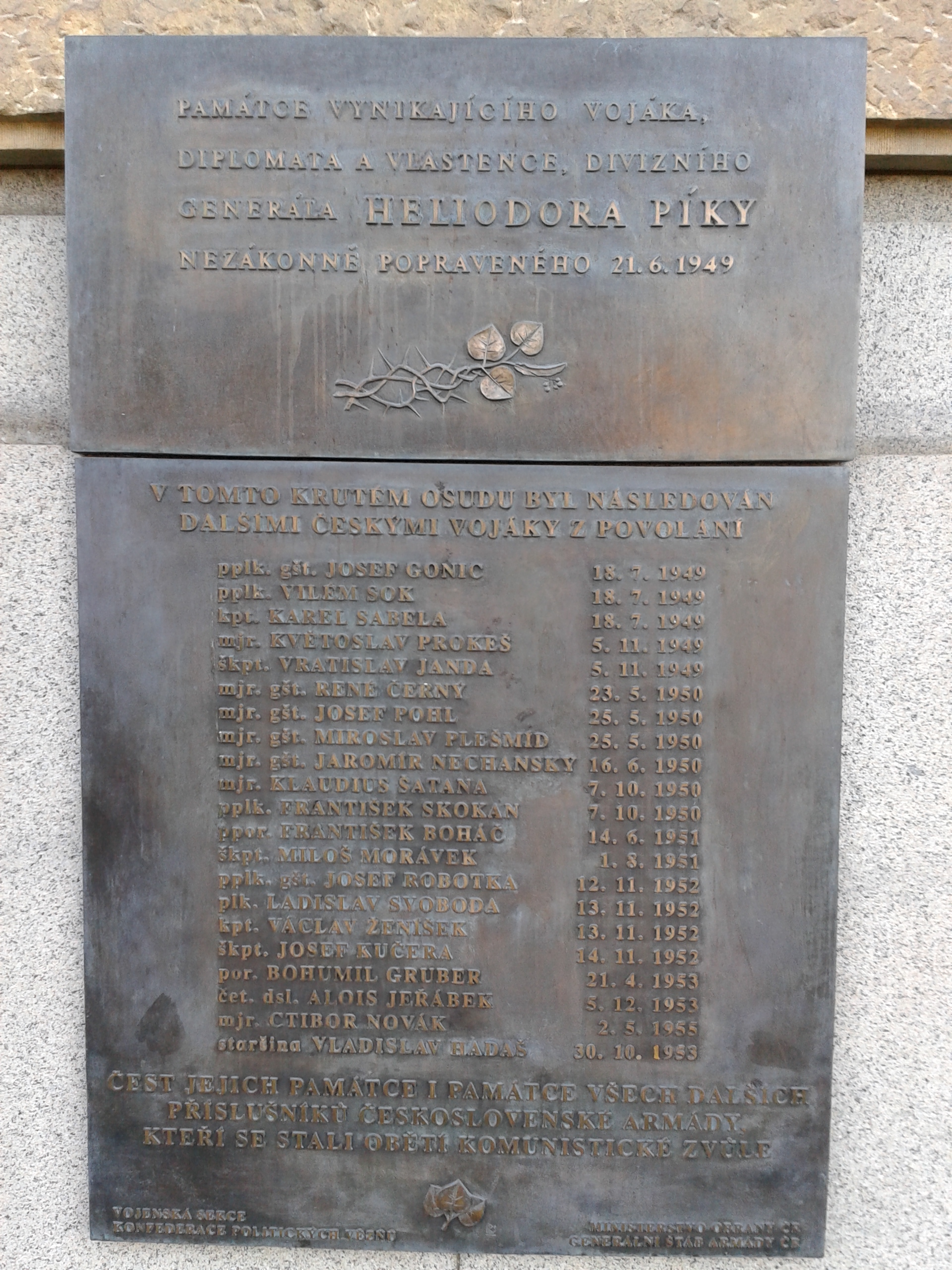
Pamětní deska na budově generálního štábu v Praze

Na začátku března 1949 (tedy krátce před údajným začátkem převratu) byl v rámci Akce Norbert zatčen, v dubnu 1949 na něj pak bylo podáno trestní oznámení. V květnu 1949 se ještě formálně stal členem 12. divize v Litoměřicích, tou dobou byl však již dva měsíce ve vazbě. V té byl podle pozdějších svědectví během výslechů mučen. Za trestné činy velezrady a vyzvědačství byl v politickém procesu poté v červnu 1949 odsouzen k trestu smrti. Po zamítnutí odvolání byl v červenci 1949 popraven.

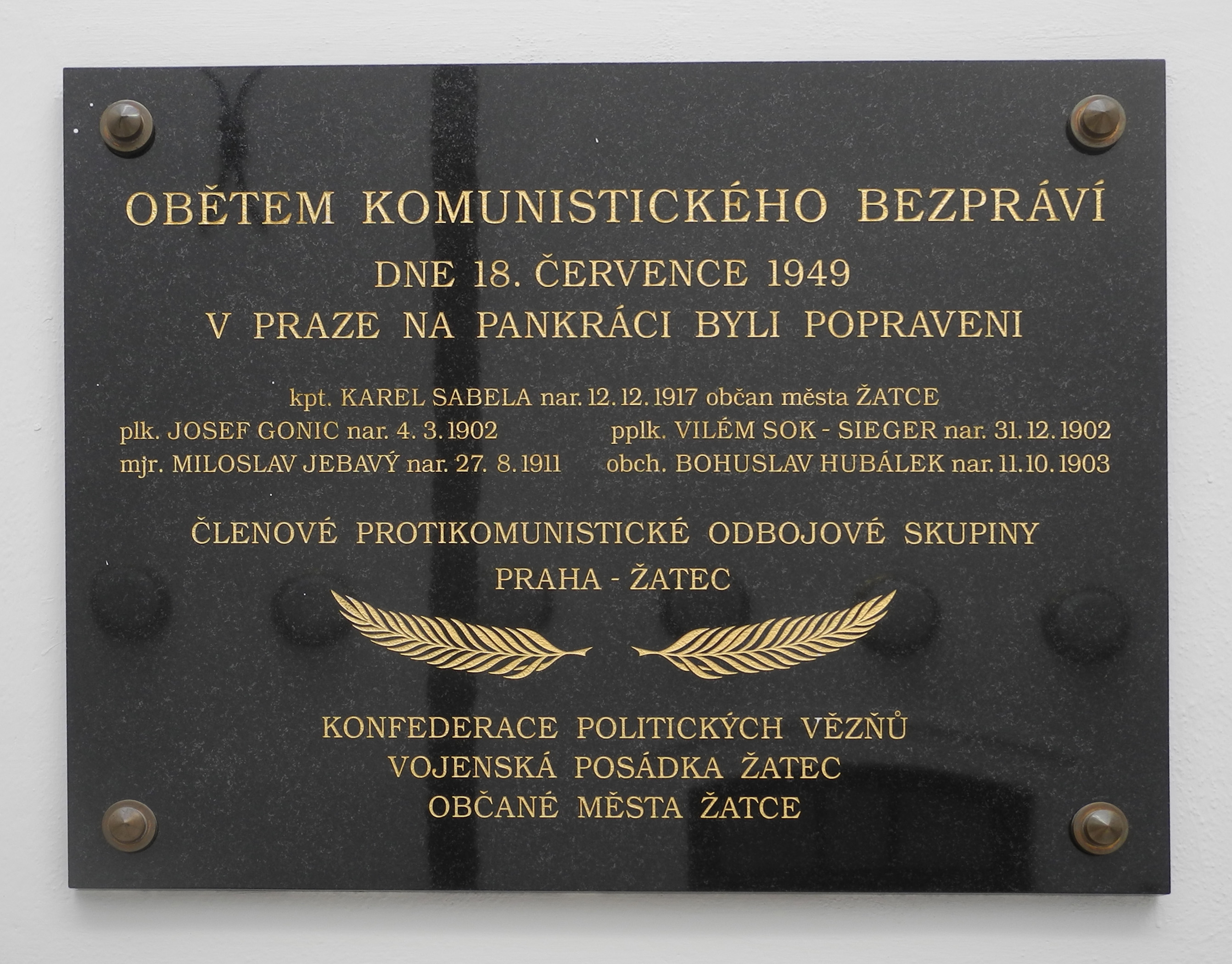
Pamětní deska na žatecké radnici

Není ovšem vůbec jasné, nakolik byla obviněná vykonstruovaná a zda se měl převrat skutečně odehrát, či zda šlo pouze o vymyšlené spiknutí Státní bezpečnosti, která se takto chtěla zbavit demokraticky smýšlejících členů v armádě. Na jeho památku bylo instalováno několik pamětních desek.